# Фельцман, Осип Бенционович
Осип Бенционович (Бенедиктович) Фельцман (1875 – 1919, Москва) – российский психиатр и психоаналитик, один из основоположников детской психиатрии и психоанализа в дореволюционной России. Редактор серии книг «Психотерапевтическая библиотека» (совместно с Н. Е. Осиповым) и журнала «Психотерапия» (совместно с Осиповым и Н. А. Вырубовым).

## Биография и научные взгляды
Окончил медицинский факультет Московского университета в 1900 году. Работал в Одесской психиатрической больнице, с 1908 года – в Преображенской психиатрической больнице в Москве.
Н. Е. Осипов вспоминал, что Фельцман отличался «энергией и большим интересом к психоанализу». Источники свидетельствуют о его противоречивом отношении к этому направлению и возможности его применения в России. Статью Фельцмана «К вопросу о психоанализе и психиатрии» (1909) называют одной из первых работ на эту тему в России. В ней психиатр, заинтересовавшийся идеями Юнга и Фрейда, рассказывает о своём опыте психотерапевтической и психоаналитической практики с московскими пациентами. Однако метод Юнга (свободные ассоциации) он называет «несколько грубым и малопригодным», а «катартический» метод Фрейда – слишком противоречивым. Наиболее предпочтительным Фельцман считал метод «рациональной психотерапии» Дюбуа. В статье 1910 года писал:
В России, где за отдельным человеком стоит особый общественный строй, мало обеспечивающий личности свободное развитие и делающий не вполне возможным обособленное независимое существование индивиду-альности, психоанализ должен наталкиваться на большие препятствия и всестороннее его проведение представляется деломъ, в высокой степени проблематическим.Фельцман О. Б., К вопросу о сущности гипноза по современным воззрениям. М., 1910. С. 8.
В 1910 году посещал психоневрологическую школу Бернгейма в Нанси. Фельцман ежедневно в течение месяца присутствовал на психотерапевтических сеансах Бернгейма, который использовал терапию гипнозом и так называемым внушением.
В 1911 совместно с Н. Е. Осиповым начал издавать серию книг «Психотерапевтическая библиотека», в это же время совместно с Вырубовым и Осиповым выпускает журнал «Психотерапия». В серии книг и в журнале впервые в России публиковались работы Зигмунда Фрейда, Поля Дюбуа, Луи Вальдштейна, Освальда Бумке, Вильгельма Штекеля и других популярных в то время психиатров, психотерапевтов и психоаналитиков. В разнообразии публикуемых авторов воплотились широкие взгляды первых российских последователей психотерапии и психоанализа, толерантных к разным направлениям и готовым их объединять.
В 1911 году был одним из инициаторов московского психиатрического кружка «Малые пятницы», который возник на фоне дела Кассо и ограничения университетских свобод. «Большими пятницами» называли традиционные собрания в психиатрической клинике Московского университета два раза в месяц, а в оставшиеся пятницы психиатры собирались для обмена мнений по незавершённым дискуссиям и междисциплинарных обсуждений психиатрических вопросов.
В связи с началом Первой мировой войны обратился к исследованию психозов и неврозов военного времени, работал в военном госпитале на Разгуляе. Одним из первых начавший дискуссию о военном психозе, в 1914 году опубликовал статью, в которой рассматривал этиологию военного психоза и утверждал, что среди наиболее распространенных его причин – «ужас, страх перед болью, опасностью быть искалеченным, убитым (тревожное ожидание, неожиданность травмы)».
В 1915 основал школу‑лечебницу для психически больных детей.
В 1919, будучи врачом Московской Преображенской больницы, заразился от пациента тифом и умер.